# Karis Kanatbaj
Karis Kanatbaj (ros. Карис Канатбай, ur. ?, zm. ?) – radziecki naukowiec, wykładowca akademicki, wojskowy i emigracyjny działacz narodowy narodowości kazachskiej, członek Legionu Turkiestańskiego, sekretarz generalny Turkiestańskiego Komitetu Narodowego.

## Biografia
Był z wykształcenia inżynierem górskim. Studia ukończył w Orenburgu. Pracował jako naukowiec i wykładowca w jednym z instytutów naukowych.
Po ataku wojsk niemieckich na ZSRR 22 czerwca 1941 r., wstąpił do Armii Czerwonej. Na pocz. lipca tego roku w rejonie Pskowa dostał się do niewoli niemieckiej. W 1942 r. podjął kolaborację z Niemcami. Wstąpił do nowo formowanego Legionu Turkiestańskiego. Wszedł w skład Turkiestańskiego Komitetu Narodowego w Berlinie.
Na pocz. 1943 r. na czele grupy legionistów kazachskiego i kirgiskiego pochodzenia skierował odezwę do Alfreda Rosenberga, Ministra Rzeszy do Spraw Okupowanych Terytoriów Wschodnich, dotyczącą konieczności utworzenia oddzielnego komitetu narodowego i legionu dla Kazachów i Kirgizów. W odpowiedzi został na krótko aresztowany przez Gestapo jako "sowiecki agent". W poł. listopada 1944 r. objął funkcję sekretarza generalnego Turkiestańskiego Komitetu Narodowego.
Po zakończeniu wojny zamieszkał w zachodnich Niemczech. Został pracownikiem Radia "Wolna Europa", stając w marcu 1953 r. na czele redakcji kazachskiej. Jednocześnie był jednym z przywódców emigracyjnego Turkiestańskiego Komitetu Narodowego - Türkeli.